# Каракули (Татарстан)
Каракули (чув. Хуракӳл) — село в Алькеевском районе Татарстана. Входит в состав Аппаковского сельского поселения.

## География
Находится в южной части Татарстана на расстоянии приблизительно 40 км по прямой на юг от районного центра села Базарные Матаки.

## История
Основано чувашами в середине XVIII века. Упоминалось также как Новое Апаково.

## Население
Постоянных жителей было: в 1859 — 533, в 1897 — 634, в 1908 — 783, в 1920 — 743, в 1926 — 656, в 1938 — 329, в 1949 — 465, в 1958 — 563, в 1970 — 548, в 1979 — 439, в 1989 — 333, в 2002 — 274 (чуваши 93 %), 205 — в 2010.